# Joe Pasternak
Joe Pasternak, születési nevén Paszternák József (Szilágysomlyó, 1901. szeptember 19. – Hollywood, 1991. szeptember 13.) magyar származású amerikai filmproducer. A klasszikus hollywoodi filmek korszakában a Metro-Goldwyn-Mayer producere volt. A Hollywood Walk of Fame sétányon 1984-ben kapott csillagot.

## Élete és pályafutása
1921-ben érkezett az Egyesült Államokba, ahol mindenféle munkát elvállalt, volt pincér, kárpitos és mosogató is. Végül 1923-ban negyedik rendezőasszisztensi pozícióba küzdötte fel magát, és kitanulta a filmes szakmát. A Universal Pictures 1928-ban Európába küldte, ahol több német és osztrák filmnek volt a producere, többek között Gaál Franciska Paprika, Kismama és Péter című filmjeinek.
A Három kis ördög (Three Smart Girls) című filmmel elindította az akkor 15 éves Deanna Durbin karrierjét. 1941-ben került a Metro-Goldwyn-Mayer-hez, ahol musicalfilmek tucatjainak volt a producere. Az ő nevéhez fűződik a Horgonyt fel!, Frank Sinatra, Gene Kelly és Kathryn Grayson főszereplésével; és ő tette világhírűvé Mario Lanzát Az az éjféli csók című filmmel. Ugyancsak ő volt a producere a Halászlegény frakkban és A nagy Caruso című musicalfilmeknek is.
Feleségével, Dorothyval három gyermekük született.